# Джентльмени віддають перевагу білявкам
Джентльмени віддають перевагу білявкам (англ. Gentlemen Prefer Blondes) — американська музична кінокомедія 1953 року, що є кіноадаптацією однойменних роману (в українському перекладі Анатоля Волковича 1930 року — «Джентлмени воліють білявих») та п'єси. У головних ролях — Мерилін Монро і Джейн Расселл. Режисер — Говард Гоукс.
Фільм особливо відомий музичним номером «Діаманти — найкращі друзі дівчини» у виконанні Мерилін Монро.

## Сюжет
Дві співачки-танцюристки — легковажна блондинка Лорелай Лі, що не уявляє собі життя без діамантів і мріє вигідно одружитися, і дотепна серйозна брюнетка Дороті Шо, яку зовсім не цікавлять багаті спадкоємці. Незважаючи на їхні відмінності, жінки є вірними подругами. Фільм розповідає про їхні пригоди під час морської подорожі з Америки до Франції і по прибутті.

## У ролях
- Мерилін Монро — Лорелай Лі
- Джейн Расселл — Дороті Шо
- Чарлз Коберн — Сер Френсіс «Піггі» Бікман
- Елліот Рід — Ерні Малоун, детектив
- Томмі Нунен — Гас Езмонд
- Тейлор Голмс — Містер Езмонд, батько Гаса
- Норма Варден — Леді Бікман